# Mỏ Mir
Mỏ Mir (tiếng Nga: кимберлитовая алмазная трубка «Мир» kimberlitovaya almaznaya trubka "Mir"), còn được gọi là mỏ Mirny, là một mỏ kim cương lộ thiên ở Mirny, Cộng hòa Sakha, thuộc vùng Siberia, miền đông nước Nga. Mỏ sâu hơn 525 mét (1.722 ft) (thứ 4 trên thế giới), có đường kính 1.200 m (3.900 ft), và là một trong những mỏ lớn nhất thế giới.
Bắt đầu được khai thác vào năm 1957 và đã ngừng hoạt động vào năm 2001. Từ năm 2009, mỏ Mir tiếp tục được khai thác bên dưới lòng đất

## Khám phá
Các mỏ tiền kim cương được phát hiện vào ngày 13 tháng 6 năm 1955, bởi các nhà địa chất Liên Xô Yuri Khabardin, Ekaterina Elagina và Viktor Avdeenko trong Cuộc thám hiểm Amakinsky ở Yakut ASSR. Họ tìm thấy dấu vết của đá núi lửa kimberlite, loại đá thường liên kết với kim cương. Phát hiện này là khám phá thành công thứ hai trong quá trình tìm kiếm đá kimberlite ở Nga, sau nhiều cuộc thám hiểm thất bại trong thập niên 1940 và 1950. (Đầu tiên là mỏ Zarnitsa, 1954). Năm 1957, Khabardin đã được trao Giải thưởng Lenin, một trong những giải thưởng cao nhất ở Liên Xô.

## Hoạt động
Bắt đầu khai thác từ năm 1957, nơi đây cho ra lò khoảng 10 triệu carat kim cương mỗi năm. Một trong những viên đá quý ấn tượng nhất từng xuất xứ từ khu mỏ này có kích thước lên đến 342,57 carat, màu vàng chanh tuyệt đẹp và được đặt tên "Đại hội Đảng Cộng sản Liên Xô lần thứ 26". Dù hoạt động khai thác mỏ lộ thiên đã ngừng từ năm 2001, công việc vẫn được tiếp tục bên dưới lòng đất cho đến tháng 8.2017, thời điểm hố khổng lồ bị ngập nước sau đợt lũ quét nghiêm trọng. Theo Sputnik, Tập đoàn Alrosa đang cân nhắc khả năng khởi động lại khu mỏ vì tiềm năng quá lớn của nó